# Mengjiang
Mengjiang (chinês: 蒙疆, pinyin: Mengjiang, Wade–Giles: Meng-chiang; transcrição do sistema postal chinês: Mengkiang) foi um Estado fantoche criado por tropas japonesas no norte da China em 1935 e existiu até o fim da Segunda Guerra Mundial.
Mengjiang era composta pelas antigas províncias chinesas de Chahar e Suiyuan correspondente à parte central da Mongólia Interior contemporânea; Mengjiang foi chamada pelos japoneses de Mongokuo ou Mengkukuo, uma mistura de Manchukuo (outro antigo estado fantoche na China) e Mongkyo seu nome em japonês. O governante mongol foi o aristocrata Demchugdongrub sob controle total de conselheiros militares nipônicos. A capital do governo era a cidade de Kalgan, atualmente Zhangjiakou. Para enfatizar o nacionalismo mongol teria sido resolvido em Jepón estabelecer em Mengjiajng o nome de era GenghisKhan  (em comemoração de Genghis Khan)
Embora o objetivo do Japão, ao permitir a criação de Mengjiang, era usar em seu favor o nacionalismo mongol à custa da China, a população do Estado consistia principalmente de chineses Han (cerca de 90%), em 1.º de setembro de 1939, de uma população de 5 525 833 habitantes, 5 019 987 eram Han enquanto 154 203 eram população da Mongólia.  

## História

Segunda bandeira (1945)

Mengjiang foi fundada em 12 de maio de 1936 pelo Governo Militar Mongol (蒙古 军 政府), sob o apoio militar e logístico japonês do Exército Kwantung, foi mais tarde renomeado em outubro de 1937 como Federação Autônoma Mongol (蒙古 联合 自治 政府). Em 1 de setembro de 1939, o governo fantoche de etnia predominantemente Han do Governo Autónomo de Chahar Meridional e o Governo Autônomo de Shanxi do Norte se uniram para formar o Reino de Autônomo Unido de Mengjiang (蒙疆 联合 自治 政府), embora o Japão na prática impediu que essa entidade se proclamasse como o "Estado Mongol", como era o desejo das lideranças nativas. Os japoneses também proibiram severamente que Mengjiang reivindicasse territórios de Manchukuo (outro estado fantoche japonês) ou a República Popular da Mongólia, protegida pela União Soviética.
A capital foi estabelecida em Chan Pei perto de Kalgan onde o governo fantoche controlava a cidade de Hohhot. Em 4 de agosto de 1941, Mengjiang foi novamente renomeado para Federação Autônoma Mongol (蒙古 邦 自治).
Mengjiang desapareceu em 1945 quando, após ter declarado guerra ao governo japonês, forças do Exército Vermelho da União Soviética, juntamente com o exército mongol, invadiram Mengijang e Manchukuo. No final da II Guerra Mundial, Mengjiang voltou a ser parte da República da China, e logo passou ao controle da atual República Popular da China.